# 석남사 (안성시)
석남사(石南寺)는 경기도 안성시 금광면 상중리, 서운산의 북쪽기슭에 위치한 사찰로 신라 문무왕때인 680년 담화스님이 창건된 사찰이다.

## 관련 문화재

### 보물
- 안성 석남사 영산전 - 보물 제823호

### 경기도 유형문화재
- 안성 석남사 대웅전 - 경기도 유형문화재 제108호
- 안성 석남사 마애여래입상 - 경기도 유형문화재 제109호

### 안성시 향토유적
- 안성 안성공원 석조광배 - 안성시 향토유적 제9호
- 안성 석남사 석탑 - 안성시 향토유적 제19호
- 안성 석남사 부도 - 안성시 향토유적 제28호